# Lisa Halliday
Lisa Halliday (ur. 12 lipca 1976) – amerykańska pisarka, a także redaktorka i tłumaczka. Halliday napisała kilka książek, głównie powieści. Jej najpopularniejszą książką jest Asymetria, za którą zdobyła nagrodę Whiting Award w 2017 roku.

## Opinie
Od 2011 roku mieszka w Mediolanie. Pracowała w agencji literackiej The Wylie Agency. Zaczęła pisać w latach 90. XX wieku, jednak zdecydowany sukces osiągnęła dopiero dzięki Asymetrii. O książce Halliday Alice Gregory z New York Times Book Review napisała: „Powieść Halliday jest tak dziwna i zaskakująco inteligentna, że samo jej istnienie wydaje się komentarzem do stanu fikcji”. Autorka otrzymała również inne recenzje od Karen Heller z Washington Post  i Parul Sehgal z New York Times.  

## Książki
- Lisa Halliday: Asymmetry. Nowy Jork: 2018. ISBN 978-1-5011-6676-1. OCLC 989963024. Brak numerów stron w książce
- W 2019 Asymetrię w tłumaczeniu Macieja Świerkockiego wydało Wydawnictwo Literackie[6].

## Nagrody
- 2017: Whiting Award for Fiction[2]